# روابط بریتانیا و هند
روابط بریتانیا و هند روابط بین‌المللی بین هند و بریتانیا است. هند یک نمایندگی عالی در لندن و دو کنسولگری در بیرمنگام و ادینبورگ دارد. بریتانیا یک نمایندگی عالی در دهلی نو و شش معاونت عالی در بمبئی، احمدآباد، چنای، بنگلور، حیدرآباد و کلکته دارد. هر دو کشور عضو کامل مشترک المنافع ملل هستند.
بریتانیا بیش از ۱٫۵ میلیون نفر جمعیت هندی دارد. دیوید کامرون، نخست‌وزیر سابق بریتانیا، روابط هند و بریتانیا را به عنوان «روابط ویژه جدید» در سال ۲۰۱۰ توصیف کرد.
در ۲۵ اکتبر ۲۰۲۲، ریشی سوناک به نخست‌وزیری بریتانیا منصوب شد و اولین بریتانیایی آسیایی و اولین هندی‌تبار بود که این سمت را به دست آورد.